# Bedford
Bedford es la capital del condado de Bedfordshire en Inglaterra. Es el centro administrativo del distrito de Bedford. La población del distrito era en el 2001 de 147.911 habitantes. De estos, unos 100.000 viven en el área metropolitana.
El río Great Ouse atraviesa el centro de la ciudad. El río está bordeado por atractivos jardines, como el conocido como The Embankement. En Bedford vivió y estuvo preso el escritor John Bunyan, autor de la obra El progreso del peregrino. La ciudad cuenta con cuatro escuelas públicas y dos estaciones de ferrocarril.

## Historia
Se cree que el nombre de la ciudad deriva del nombre de un jefe sajón llamado Beda, y un vado que cruza el Río Gran Ouse. Bedford era una ciudad de mercado para la región agrícola circundante desde principios de la Edad Media. El rey anglosajón Offa de Mercia fue enterrado en la ciudad en 796; se cree que esto está en su nuevo ministro, ahora el Iglesia de San Pablo, o en las orillas del Gran Ouse, donde su tumba, pronto se perdió en el río. En 886 se convirtió en una ciudad fronteriza que separaba Wessex y Danelaw. Era la sede de la Baronía de Bedford. En 919, Eduardo el Viejo construyó la primera fortaleza conocida de la ciudad, en el lado sur del río Great Ouse y allí recibió la sumisión del área. Esta fortaleza fue destruida por los daneses. Guillermo II dio la baronía de Bedford a Paine de Beauchamp, quien construyó un castillo nuevo y fuerte.

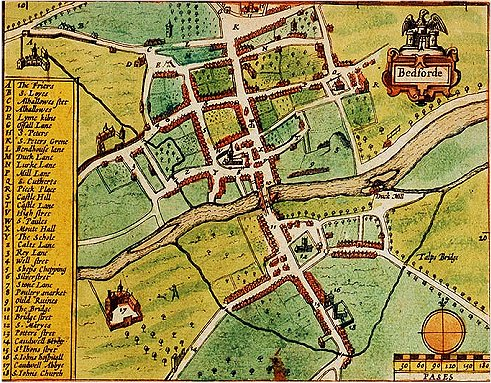
Bedford en 1611.

Bedford traza su carta municipal en 1166 por Enrique II y eligió a dos miembros para la Cámara de los Comunes no reformada. El nuevo Castillo de Bedford fue arrasado en 1224 y hoy solo queda un montículo. A partir del siglo XVI, Bedford y gran parte de Bedfordshire se convirtieron en uno de los principales centros de la industria del encaje de Inglaterra, y el encaje continuó siendo una industria importante en Bedford hasta principios del siglo XX. En 1660, John Bunyan fue encarcelado durante 12 años en Bedford Gaol. Fue aquí donde escribió El progreso del peregrino. El río Great Ouse se hizo navegable hasta Bedford en 1689. La lana disminuyó en importancia con la elaboración de la cerveza convirtiéndose en una industria importante en la ciudad. El siglo XIX vio a Bedford transformarse en un importante centro de ingeniería. En 1832 se introdujo la iluminación del gas, y el ferrocarril llegó a Bedford en 1846. El primer intercambio de maíz se construyó en 1849, y los primeros desagües y alcantarillas se cavaron en 1864.

## Ciudades hermanadas
Bedford mantiene un hermanamiento de ciudades con:
- Arezzo, Toscana, Italia.
- Bamberg, Baviera, Alemania.
- Rovigo, Véneto, Italia.
- Włocławek, Cuyavia y Pomerania, Polonia.